# African Journal of Criminology and Justice Studies
African Journal of Criminology and Justice Studies là tạp chí học thuật bình duyệt một năm hai lần bao gồm các vấn đề liên quan đến tội phạm học, các hệ thống xã hội, và công lý liên quan đến châu Phi. Đây là tạp chí chính thức của Hiệp hội Tội phạm học và Công lý Châu Phi và được thành lập vào tháng 4 năm 2005.
Tạp chí là tạp chí học thuật định kỳ đầu tiên tập trung vào các vấn đề tư pháp hình sự đặc biệt của châu Phi. Nó đã cố gắng tạo ra một "tội phạm học châu Phi", mặc dù khái niệm này chủ yếu nằm ngoài xu hướng chính thống. Tạp chí được xuất bản tại Đại học Maryland Eastern Shore. Tổng biên tập tính đến năm 2011 là Biko Agozino  Đại học Tây Ấn).